# Die Entführung aus dem Serail
Die Entführung aus dem Serail (em português, "O rapto do serralho") é uma ópera (singspiel) composta por Wolfgang Amadeus Mozart, com  libreto de Johann Gottlieb Stephanie Der Jüngere. Sua estreia foi no dia 16 de julho de 1782, no Burgtheater de Viena.

## Personagens
| Paxá Selim, (dono do harém comprou Blonde, Konstanze e Pedrillo como escravos) | não canta     |
| Konstanze, (noiva de Belmonte)                                                 | soprano       |
| Belmonte Lostados, (nobre espanhol, noivo de Konstanze)                        | tenor leggero |
| Blondchen, (criada inglesa de Konstanze)                                       | soprano       |
| Pedrillo, (criado de Belmonte)                                                 | tenor         |
| Osmin, (velho inspetor turco)                                                  | baixo         |

## Sinopse
Konstanze, uma nobre espanhola, sua criada inglesa Blondchen e Pedrillo, noivo de Blonde e criado de Belmonte, foram raptados por vários piratas turcos. O Paxá Selim os comprou para o seu harém que também é uma casa de campo. A ópera então começa com a chegada de Belmonte no harém para raptar a sua amada e também os seus criados.

### Ato I
A ópera começa com Belmonte entrando em cena, dizendo que irá resgatar a sua amada Constanze, e diz também que passou por muitos sofrimentos depois do rapto da sua noiva.
Entra em cena Osmin, um velho turco, vigilante do harém do Paxá Selim, Belmonte o pergunta se é a casa-de-campo do Paxá, mas ele nada responde e continua cantando a sua canção, depois de muito insistir ele responde. Novamente Belmonte pergunta se ele trabalha para o Paxá, ele responde que sim.
Belmonte pergunta a Osmin, se poderia falar com Pedrillo, mas Osmin responde que gostaria muito cortar a pescoço de Pedrillo, pois Osmin tem preconceito contra os cristãos. Sem conseguir muitas informações acerca do harém, Belmonte sai de cena frustrado.
Aparece em cena, Pedrillo querendo fazer as pazes com Osmin, mas este diz que nunca irá fazer as pazes com um cristão, pois tem grande aversão a eles.
Osmin se retira de cena e Pedrillo fica sozinho mas logo em seguida entra Belmonte. Pedrillo fica estupefato ao ver o seu patrão no jardim do harém, ele pergunta a Pedrillo como vai Constanze, a sua noiva, ele responde que ela ainda segue viva, mas muito triste, por estar solitária. E diz também que ela virou a mulher preferida do Paxá, porém ela continua seguindo fiel a Belmonte.
Pedrillo comunica a seu amo, que logo logo chegará o Paxá de um barco de um passeio com Constanze e revela o seu plano de apresentar ao Paxá um grande arquiteto que estudou na Itália. Este será Belmonte, que assim poderá se infiltrar no harém.
Os dois jovens se retiram de cena ao verem chegando de barco o Paxá e sua concubina Constanze. Os dois são muito bem recebidos pelos janíssaros, os criados do Paxá. O Paxá pergunta a Constanze o por que dela estar chorando. Ela responde que está solitária e sente muitas saudades de seu noivo Belmonte. Constanze sai de cena deprimida.
Entram em cena Pedrillo que apresenta ao Paxá Selim, Belmonte, que está oferecendo os seus serviços de arquiteto sabedor do poder e riqueza do turco. O Paxá responde a Belmonte para que ele vá se alojar.
Os dois resolvem entrar no harém, mas o vigilante Osmin, não deixa. Mas eles conseguem entrar pela força. Fim do 1º ato.

### Ato II
O 2º ato começa com Osmin tentando com muita dificuldade conquistar Blonde, ele tenta pela força, mas a criada diz que não é deste jeito que se conquista uma garota inglesa.
Osmin responde que está na Turquia, e não existe delicadezas, carinhos e brincadeiras com as mulheres. Ele fala que ela é sua escrava, e Blonde deve fazer o que Osmin mandar, mas Blonde ira-se e diz orgulhosamente que é uma mulher inglesa, nascida para ser livre, e diz que não irá fazer nada que velho mandar, assim Blonde assusta Osmin ameaçando-lhe lhe arrancar os olhos. Os dois se retiram de cena.
Surge em cena Contanze, que se lamenta pelo destino a ter separado de seu noivo Belmonte, e sonha algum dia o reencontrá-lo. A sua criada Blonde ao escutá-la tenta consolá-la, tenta pelo menos "levantar o astral" de Contanze, mas quando aparece o Paxá Selim, ela rapidamente sai de cena.
O Paxá fica muito nervoso por Constanze não querer casar com ele, e ela diz que é a morte que ela mais quer, mas o Paxá está tão irado que morte será pouco para ela, e Constanze terá que enfrentar todas as torturas.
Constanze responde com bravura que irá passar por todas as torturas e ainda diz que espera a morte aliviá-la, novamente Constanze lhe pede piedade para que possa libertar ela e seus criados, mas o Paxá nada responde, o Paxá fica estupefato pela mudança de atitude de Constanze.
Constanze e o Paxá saem de cena, e entra Pedrillo apressado para contar a Blonde uma boa notícia: Belmonte está no harém disfarçado de arquiteto. Blonde diz que tem que apressar para contar as boas novas a sua patroa, que anda muito mal por estar longe de seu amado Belmonte. Blonde sai de cena e Pedrillo começa a se preparar fisicamente e mentalmente para poder começar o plano de colocar o sonífero no vinho de Osmin e facilitar a execução do plano. Entra Osmin que fica desconfiado da felicidade de seu escravo Pedrillo, ele fala que bebendo vinho a sua escravidão parece uma vida boa e doce, assim Pedrillo tenta convencer ao velho muçulmano a beber um copo, mas o velho diz que só pode ter veneno no vinho, mas Pedrillo finge beber um pouco da garrafa de vinho com o sonífero, isso convence Osmin a beber um pouco do vinho com o sonífero. Osmin bebe toda a garrafa e já sente está um pouco com sono, Osmin acaba caindo de sono, e Pedrillo leva o velho muçulmano com muita dificuldade a casa dele.
Assim acontece o feliz reencontro dos dois apaixonados Belmonte e Constanze, tudo é alegria, pois eles se reencontram depois de muito tempo separados, mas Belmonte e Pedrillo ainda escondem alguma desconfiança de suas noivas, e então os dois perguntam a elas se elas são fiéis a eles, quando eles perguntam isso cada uma reage de uma maneira, Blonde dá um tapa na cara de Pedrillo e Constanze chora pela pergunta do amado. Os amados pedem desculpas a elas pela desconfiança, e assim elas perdoam e tudo acaba bem. Fim do 2º Ato.

### Ato III
Pedrillo chama Belmonte para pegar a escada para pegar as suas noivas de seus aposentos. Pedrillo começa a cantar uma canção sobre uma mulher que foi raptada e então o seu amado veio resgatá-la, de vez em quando os guardas do harém passam e vêem Pedrillo cantando um canção com o bandolim, mas os guardas não se dão conta que é o sinal para que as donzelas possam descer com segurança, Constanze aparece na janela do quarto, e ela desce, mas quando Pedrillo vai buscar a sua amada não consegue pois Osmin acorda com o ruído da escada, então é tarde demais Osmin chama os guardas e eles os pegam, Constanze, Belmonte, Pedrillo e Blonde são descobertos !!!
Osmin diz que irá saltar de alegria, brincar e sorrir pois poderá enforcar e cortar o pescoço de Pedrillo e Blonde.
O Paxá que estava dormindo acorda com o grande alvoroço, Osmin conta que Belmonte e Pedrillo estavam querendo raptar as mulheres do harém. Belmonte diz que é um nobre espanhol e que está disposto a pagar uma grande quantia de dinheiro pela liberdade de todos, mas quando Belmonte diz que seu pai se chama Oran Lostados, ele diz que foi ele que havia roubado a sua honra, a sua felicidade e o seu dinheiro e que agora que tem seu único filho em suas mãos poderá fazer o que quiser. Todos saem e ficam Belmonte e Constanze, lamentando-se pois a sua sorte será lamentável e então eles dois começam a dizer que morrerão um ao lado do outro.
O Paxá entra e Belmonte pede para que ele possa executar a sua vingança, mas o Paxá diz que não fará nenhuma vingança pois o Paxá há odiado demais o pai de Belmonte o bastante para fazer o que ele havia feito, e diz que navegue até a sua terra natal e diga que ele havia ficado em seu poder e o que o Paxá fez, o Paxá Selim liberta todos e os 4 agradecem ao Paxá pela sua piedade, e Osmin canta novamente a sua canção sobre torturas.
Enquanto os 4 apaixonados navegam num barco de volta para a Espanha, o coro dos janíssaros proclama que o Paxá Selim tenha vida longa e que tenha a honra que mereça. Fim do 3º Ato.

## Árias Famosas

### Ato I
- "Hier soll ich dich denn sehen…" - Belmonte - Cena I
- "Wer ein Liebchen hat gefunden…" - Osmin - Cena II
- "Solche hergelaufne Laffen…" - Osmin - Cena III
- "Konstanze, Konstanze…O wie ängstlich…" - Belmonte - Cena V
- "Ach ich liebte…" - Konstanze - Cena VII

### Ato II
- "Durch Zärtlichkeit und Schmeicheln…" - Blonde - Cena I
- "Welcher Wechsel herrscht…Traurigkeit ward mir zum Lose…" - Constanze - Cena II
- "Martern aller Arten…" - Constanze - Cena III
- "Welche Wonne, welche Lust…" - Blonde - Cena VI
- "Frisch zum Kampfe…" - Pedrillo - Cena VII
- "Wenn der Freude Tränen fliessen…" - Belmonte - Cena IX

### Ato III
- "Ich baue ganz auf deine Stärke" - Belmonte - Cena III
- "In Mohrenland gefangen war ein Mädel" - Pedrillo - Cena IV
- "O wie will ich triumphieren" - Osmin - Cena V

## Orquestração
- 1 flautim
- 2 flautas
- 2 oboés
- 2 clarinetes
- 2 fagotes
- 2 trompas
- 2 trompetes
- Instr. de cordas: violinos (primeiros e segundos), violas, violoncelos e contrabaixos
- Instr. de percussão: tímpano, tambor, triangulo e pratos